# جون دوغلاس فرازير دراموند
جون دوغلاس فرازير دراموند هو سياسي كندي، ولد في 23 أبريل 1860، وتوفي في 24 مايو 1925 في أوتاوا في كندا. حزبياً، نشط في Progressive Party of Canada ‏. وقد انتخب عضو مجلس العموم الكندي.